# IXe législature du Parlement valencien
La IXe législature du Parlement valencien est un cycle parlementaire du Parlement valencien ouvert le 1er juin 2015 à la suite des élections du 24 mai précédent et clos le 5 mars 2019.

## Bureau du Parlement
| Poste                    | Titulaire                    | Parti | Parti      | Circonscription |
| ------------------------ | ---------------------------- | ----- | ---------- | --------------- |
| Président                | Enric Morera i Català        |       | Compromís  | Valence         |
| Première vice-présidente | Carmen Martínez Ramírez      |       | PSOE       | Valence         |
| Deuxième vice-président  | Alejandro Font de Mora Turón |       | PP         | Castellón       |
| Premier secrétaire       | Emilio Argüeso Torres        |       | Ciudadanos | Alicante        |
| Deuxième secrétaire      | Marc Pallarés Piquer         |       | Podemos    | Castellón       |
| Deuxième secrétaire      | Irene Gómez (04/04/2018)     |       | Podemos    | Castellón       |

## Groupes parlementaires
| Nom | Nom               | Début | Fin | Porte-parole                    |
| --- | ----------------- | ----- | --- | ------------------------------- |
|     | Groupe populaire  | 30    | 30  | Isabel Bonig                    |
|     | Groupe socialiste | 23    | 23  | Manuel Mata Gómez               |
|     | Groupe Compromís  | 19    | 19  | Fran Ferri Fayos                |
|     | Groupe Ciudadanos | 13    | 12  | María del Carmen Sánchez Zamora |
|     | Groupe Podemos    | 12    | 9   | Antonio Montiel Márquez         |
|     | Groupe mixte      | 2     | 6   | Poste tournant                  |

## Commissions parlementaires
Douze commissions permanente législatives sont créées ainsi que sept commissions permanentes non-législatives.
| Commission                                                                                      | Président                     | Parti     | Parti | Circonscription |
| ----------------------------------------------------------------------------------------------- | ----------------------------- | --------- | ----- | --------------- |
| Commissions permanentes législatives                                                            |                               |           |       |                 |
| Commission de la Coordination, de l'Organisation et du Régime des institutions de la Généralité | Alfredo Miguel Boix Pastor    | PSOE      |       | Valence         |
| Commission de la Justice, du Gouvernement et de l'Administration locale                         | Luis Javier Santamaría Ruiz   | PP        |       | Valence         |
| Commission de l'Éducation et de la Culture                                                      | Marian Campello Moreno        | Compromís |       | Alicante        |
| Commission de l'Économie, du Budget et des Finances                                             | Jorge Bellver Casaña          | PP        |       | Valence         |
| Commission de l'Industrie, du Commerce, du Tourisme et des Nouvelles technologies               | Víctor Garcia i Tomàs         | Compromís |       | Castellón       |
| Commission de l'Agriculture, de l'Élevage et de la Pêche                                        | Emigdio Tormo Moratalla       | Cs        |       | Alicante        |
| Commission des Travaux publics, des Infrastructures et des Transports                           | Vicente Arques Cortés         | PSOE      |       | Alicante        |
| Commission de la Santé et de la Consommation                                                    | María José Catalá Verdet      | PP        |       | Valence         |
| Commission de la Politique sociale et de l'Emploi                                               | Maria Josep Ortega Requena    | Compromís |       | Valence         |
| Commission de l'Environnement, de l'Eau et de l'Organisation du territoire                      | Belén Bachero Traver          | Compromís |       | Castellón       |
| Commission des Politiques pour l'égalité des genres                                             | María Luz Quiñonero Hernández | Podemos   |       | Alicante        |
| Commission de la Télévision régionale et de l'Espace audiovisuel                                | Marc Pallarès Piquer          | Podemos   |       | Castellón       |
| Commissions permanentes non-législatives                                                        |                               |           |       |                 |
| Commission du Règlement                                                                         | Enric Morera i Català         | Compromís |       | Valence         |
| Commission du Statut des députés                                                                | Enric Morera i Català         | Compromís |       | Valence         |
| Commission des Pétitions                                                                        | Enric Morera i Català         | Compromís |       | Valence         |
| Commission du Gouvernement intérieur                                                            | Enric Morera i Català         | Compromís |       | Valence         |
| Commission des Affaires européennes                                                             | Eva Alcón Soler               | PSOE      |       | Castellón       |
| Commission spéciale à la Participation citoyenne                                                | Enric Morera i Català         | Compromís |       | Valence         |
| Commission des Droits de l'Homme                                                                | José Juan Zaplana López       | PP        |       | Alicante        |

## Gouvernement et opposition
Le 25 juin 2015, à l'issue d'un débat parlementaire au cours duquel il annonce la création d'un bureau anti-fraude et anti-corruption et la réouverture de la télévision publique régionale, Ximo Puig est investi président de la Généralité valencienne par 50 voix pour, 44 contre et 5 abstentions, bénéficiant du soutien de la Coalition Compromís et Podemos, qui n'intégre pas le gouvernement régional. Sa nomination est effective le 27 juin. Il est le deuxième socialiste à occuper cette fonction, vingt ans après la défaite de Joan Lerma.

## Désignations

### Sénateurs autonomiques
Lors de la session plénière du 22 juillet 2016, le Parlement valencien a désigné six sénateurs qui représentent la communauté autonome au Sénat espagnol.
- Alberto Fabra du PP
- Antonio Ángel Clemente Olivert du PP
- Joan Lerma du PSOE
- Carles Mulet García de Compromís
- Luis Crisol Lafront de Ciudadanos
- Pilar Lima de Podemos